# Edon Zhegrova
Edon Lulzim Zhegrova (* 31. März 1999 in Herford) ist ein kosovarischer Fußballspieler auf der Position eines Mittelfeldspielers. Im Jahre 2018 debütierte er in der kosovarischen Nationalmannschaft.

## Vereinskarriere

### Kindheit und Jugend
Edon Zhegrova wurde am 31. März 1999 in der ostwestfälischen Stadt Herford als Sohn zweier Kosovo-Albaner aus Pristina geboren. Die Familie war aufgrund des Kosovokrieges nach Deutschland geflüchtet, kehrte aber nach Kriegsende, als Edon gerade zwei Jahre alt war, wieder in ihre Heimat zurück. Dort spielte er unter anderem im Nachwuchs des KF Flamurtari und war bis zum Jahre 2015 in der Jugend des Stadtrivalen FC Prishtina aktiv. Im Jahre 2012 wurde er bei einem Nachwuchsturnier des AC Mailand im Kosovo zum besten Spieler des Camps gewählt. Noch im Jahr 2015 erfolgte der Wechsel nach Belgien zum dortigen Erstligisten Standard Lüttich. Der Transfer kam unter anderem durch den albanischstämmigen Luan Ahmetaj, dem Berater des damaligen Standard-Stürmers Imoh Ezekiel, zustande. Nachdem er von den hiesigen Medien mitunter als Messi des Kosovo bezeichnet wurde, wurde er nach nur kurzer Zeit in die Nachwuchsabteilung des Ligakonkurrenten VV St. Truiden verliehen und bald darauf fix übernommen. In den darauffolgenden zwei Jahren durchlief er verschiedene Altersklassen und wurde weiterhin von diversen europäischen Topvereinen umworben; so zeigte der AC Milan, bei dem sich Zhegrova bereits 2012 präsentiert hatte, nach wie vor sein Interesse an dem jungen Kosovaren.

### Erste Einsätze als Profi
Bereits in der Reserve des Klubs aus Sint-Truiden aktiv, wechselte der offensive Mittelfeldspieler im Sommer 2017 zum Ligakonkurrenten KRC Genk. Am 10. September 2017 gab der 18-Jährige sein Profidebüt, als er bei einem 1:1-Auswärtsremis gegen den KAA Gent in der 80. Spielminute für den ukrainischen Nationalspieler Ruslan Malinovski eingewechselt wurde. Bereits im darauffolgenden Meisterschaftsspiel steuerte der Offensivakteur bei einer 1:2-Auswärtsniederlage gegen seinen Ex-Klub VV St. Truiden eine Torvorlage für seinen Teamkameraden Siebe Schrijvers bei. Beim 1:1-Heimremis gegen die KAS Eupen am 9. Dezember 2017, dem letzten Spiel unter dem niederländischen Trainer Albert Stuivenberg, erzielte er in der 41. Minute nach Vorlage von Alejandro Pozuelo per Linksschuss den 1:0-Führungstreffer seiner Mannschaft und damit sein erstes Pflichtspieltor als Profi.
Unter Stuivenbergs Nachfolger Philippe Clement, gegen dessen zuvor betreute Mannschaft Zhegrova sein Profidebüt gegeben hatte, kam der Kosovare, der zumeist abwechselnd als Links- und Rechtsaußen eingesetzt wurde, weiterhin zu regelmäßigen Einsätzen. Ab Anfang Februar 2018 war er wieder zumeist in der Reservemannschaft anzutreffen und kam über die gesamte Saison 2017/18 hinweg in zwölf Partien der regulären Spielzeit zum Einsatz, wobei er ein Tor und zwei Torvorlagen beisteuerte. Als Fünftplatzierter der regulären Saison nahm der KRC Genk in weiterer Folge an der Meisterschaftsrunde, dem Play-off 1, teil und beendete diese ebenfalls auf Rang 5, was einen Startplatz im Finale um die Teilnahme an den möglichen Europa-League-Play-offs 2018/19 bedeutete. Bei dem am 27. Mai 2018 ausgetragenen Finalspiel setzte sich Genk mit 2:0 gegen den SV Zulte Waregem durch und qualifizierte sich für die 2. Qualifikationsrunde zur UEFA Europa League 2018/19. Des Weiteren brachte es Zhegrova zu Einsätzen im belgischen Fußballpokal 2017/18, in dem es seine Mannschaft bis ins Finale brachte und in diesem mit 0:1 gegen seinen ehemaligen Verein Standard Lüttich verlor.
Im Februar 2019 wurde Zhegrova an den Schweizer Erstligisten FC Basel verliehen. Mit dem Verein gewann er am Saisonende 2018/19 den nationalen Pokal durch einen 2:1-Sieg in Bern über den FC Thun. Außerdem konnte er dank seiner sieben Einsätze in der Hinrunde der Saison 2018/19 für den KRC Genk in Abwesenheit den Gewinn der belgischen Meisterschaft feiern. Nach Ablauf der Ausleihe nach Ende der Saison 2019/20 kehrte er zunächst zum KRC Genk zurück. Ohne dass er ein Spiel für Genk bestritt, wechselte Zhegora Mitte September 2020 endgültig zum FC Basel und unterschrieb dort einen Vertrag bis Sommer 2023.

## Nationalmannschaftskarriere
Eine Einberufung in den kosovarischen U-21-Kader lehnte Zhegrova ab, da er sich auf seine Zeit beim KRC Genk konzentrieren wollte. Sollte er eine Einberufung von Albert Bunjaki in die A-Nationalmannschaft erhalten, würde er sich überlegen, für diese zu spielen, meinte Zhegrova in einem Interview im Sommer 2017. Anfang März 2018 entschloss sich der damals 18-Jährige im Falle einer Einberufung durch den eben erst in den Dienst gestellten Trainer Bernard Challandes für den Kosovo spielen zu wollen. Knapp zwei Wochen später erhielt er von Challandes für zwei freundschaftliche Länderspiele gegen Madagaskar und Burkina Faso seine erste Einberufung in die kosovarische A-Nationalmannschaft. Am 24. März 2018 debütierte er in der Partie gegen Madagaskar, als er von Beginn an am Rasen war und in der 47. Spielminute per Weitschuss das einzige Tor des Spiels erzielte. Rund zwei Monate später absolvierte er ein weiteres freundschaftliches Länderspiel gegen Albanien, für das er ebenfalls spielberechtigt wäre, und steuerte beim 3:0-Sieg einen weiteren Treffer bei.

## Erfolge
- Belgischer Meister: 2019 (KRC Genk, hat im Laufe der Saison den Verein verlassen)
- Schweizer Pokalsieger: 2019
- Spieler des Monats der Ligue 1: März 2024